# Alex Sharp
Pour les articles homonymes, voir Sharp.
Alex Sharp, né Alexander Ian Sharp le 2 février 1989 à Westminster (Londres), est un acteur britannique.
Il est connu pour avoir créé le rôle de Christopher Boone dans la production de Broadway, Le Bizarre Incident du chien pendant la nuit (adaptation du roman du même nom), rôle pour lequel il a été lauréat d'un Tony Award.

## Biographie

### Formation
- Juilliard School

## Filmographie partielle

### Au cinéma
- 2017 : Monumental de Brett Simon : Harley
- 2017 : How to Talk to Girls at Parties de John Cameron Mitchell : Enn
- 2017 : To the Bone de Marti Noxon : Luke
- 2017 : OVNI : Sur la piste extraterrestre (UFO) de Ryan Eslinger : Derek Echevaro
- 2019 : Le Coup du siècle (The Hustle) de Chris Addison : Thomas Westerburg
- 2020 : Les Sept de Chicago (The Trial of the Chicago 7) d'Aaron Sorkin : Rennie Davis
- 2022 : Vivre (Living) d'Oliver Hermanus : Peter Wakeling
- 2023 : Une vie (One Life) de James Hawes : Trevor

### À la télévision
- Date inconnue : spin-off de Game of Thrones (Âge des Héros/ Longue Nuit)
- 2024 : Le Problème à trois corps : Will Downing

## Récompenses et distinctions
- Le Bizarre Incident du chien pendant la nuit :
  - 2015 : Theatre World Award
  - 2015 : Tony Award du meilleur acteur dans une pièce